# Володимирська (станція метро)
59°55′39″ пн. ш. 30°20′52″ сх. д. / 59.92750° пн. ш. 30.34778° сх. д.
Володимирська (рос. Владимирская) — станція Кіровсько-Виборзької лінії Петербурзького метрополітену, розташована між станціями «Пушкінська» і «Площа Повстання».
Станція відкрита 15 листопада 1955 у складі першої черги метрополітену «Автово»-«Площа Повстання». Назва пов'язана з близькістю Володимирської площі і Володимирського проспекту.
15 грудня 2011 Радою щодо збереження культурної спадщини станція внесена до єдиного державного реєстру об'єктів культурної спадщини регіонального значення.

## Технічна характеритика
Конструкція станції —  пілонна трисклепінна з укороченим центральним залом (глибина закладення — 55 м).
Такий тип був вперше застосований в Ленінградському метрополітені саме на цій станції. Під час будівництва переходу на станцію Достоєвська центральний зал було подовжено. Спочатку станція Володимирська не входила до складу першої черги, але потім в 1951 році була спішно додана в проект.
Похилий хід починається з північного торця станції. З 10.08.2006 по 16.02.2008 було проведено реконструкцію похилого ходу із заміною ескалаторів, станційного затвора, парасольок склепінь і водовідвідних систем. У цей час вестибюль станції було закрито для входу та виходу пасажирів — здійснювався через станцію Достоєвська.
З центру залу починається перехід на станцію Достоєвська по чотирьох ескалаторах. Під час будівництва пересадки в 1989 році було проникнення води у виробки. Виправлення ситуації зайняло менше тижня, але у зв'язку з цим кілька днів станція Володимирська була закрита і поїзди проїздили її без зупинок. Результатом цієї події стала звивиста форма переходу, деілько розселених будинків на поверхні і кінець переходу, розділений на три частини замість двох.

## Вестибулі і пересадки
Пересадка на станцію Достоєвська Правобережної лінії.
Вихід у місто на Володимирську площу, Велику Московську вулицю і Ковальський провулок, до Володимирського і Загородного проспекту.

## Оздоблення
Тема оздоблення станції — «Зростання добробуту радянського народу».
Наземний вестибюль вбудований в перший поверх будівлі, на місці якого колись існувало двоповерховий будинок церкви Володимирської Божої Матері. Нова споруда стала чотириповерховою зі скошеним кутом і встановленими в його ніші доричеськими колонами. Того ж типу напівколони повинні були прикрашати і площини стін по Великої Московської вулиці і Ковальському провулку, але їх замінили рустами. У ескалаторному залі над балюстрадою стіну прикрашає мозаїчне панно «Достаток». Панно зображує куточок Ковальського ринку. Соковиті плоди, усміхнені смагляві і рум'яні особи, яскравий одяг радують багатством барв. Купол ескалаторного залу здається дуже високим, повітряним. Досягнуто це тим, що він зроблений у формі парашута з жолобками що сходяться в центрі і підсвічений знизу яскравими лампами.
Від ескалатора до станції веде перехід у вигляді коридору з широкими сходами. Білий мармур облицювання, відтінений бронзовою смужкою, контрастує з темним гранітом підлоги і масивними люстрами, відповідними загальному суворому стилю станції. Світлий, трохи холоднуватий уральський мармур «Коєлга», відсутність колірних плям створюють атмосферу спокою, врівноваженості.

## Ресурси Інтернету
- «Володимирська» на metro.vpeterburge.ru [Архівовано 23 жовтня 2013 у Wayback Machine.](рос.)
- «Володимирська» на форумі metro.nwd.ru [Архівовано 4 березня 2016 у Wayback Machine.](рос.)
- Санкт-Петербург. Петроград. Ленінград: Енциклопедичний довідник. «Володимирська»(рос.)